# Бабій Степан Олександрович
Степа́н Олекса́ндрович Бабій (нар. 28 березня 1940, с. Голибіси, нині Мирове, Шумський район, Тернопільська область) — український поет, прозаїк, публіцист, громадський діяч. Член Національної спілки письменників України (1981).

## Життєпис
Закінчив медичне училище. Навчався 1 р. на філологічному факультеті Львівського університету. Закінчив Тернопільський медичний інститут (1970, нині університет). Працював лікарем на Рівненщині.
У 1990—1992 — завідувач відділу культури Рівненської міської ради, 1993—1994 — заступник представника Президента України в Рівненській області, 1995-97 — заступник голови Здолбунівської РДА з гуманітарних питань.. У 2000-2005 рр. очолював Рівненську обласну організацію НСПУ.

## Літературна діяльність
Нині — на творчій роботі. Автор чотирьох десятків книг (збірок поезій, повістей), багатьох публіцистичних статей.
Автор
- поетичних збірок:
  - «Журавлиний невід» (1972)
  - «Відкриваю себе» (1980)
  - «Музика крил» (1986)
  - «Пізні яблука» (1987)
  - «Потривожені птахи» (1990)
  - «Із вирію літ» (1992)
  - «Ріка у відблиску очей» (1993)
  - «Україна під сатаною» (1997)
  - «Це інший світ» (1998)
  - «У холодному блиску комет» (2000)
  - «Такий день» (2001)
  - «Вертаючий з небес» (2002)
  - «Нічні спалахи» (2003)
  - «Приречені сніги» (2004)
  - «Незборимість» (2004)
  - «Родокорінь» (2006)
  - «Спротив» (2007)
  - «Яблука чаклунки» (2007)
  - «Грані грози» (2008)
  - «Обмітки» (2008)
  - «Осіння райдуга» (2009)
  - «Лебедина пісня» (2013)
  - «Подароване небом» (2016)
  - «Фантомний біль» (2016)[2]
  - збірка віршів для дітей «Хитавиця-купавиця»  (1992)
- прози:
  - «Криниця на пагорбах» (1993)
  - «Плата за любов. Прокляття волхвів» (2003)
- книжок публіцистики
  - «Волинські дзвони» (1994)
  - «Луни повстанського краю» (2002)
  - «На хвилі, на часі» (2005)
  - «Терпкий смак дичок» (2014)
  - «Відпалаю любов'ю» (2018)
  - «Волинські елегії» (2018)
  - «Сльози на очах» (2020)
  - «Визбір» (2020)
  - «Стрітення (Сорок четверте)» (2021)
  - «Тривога» (2022)
  - «Блискавка кульова» (2022).

Лауреат обласних літературних премій імені В. Поліщука (1985), імені Світочів (2016),  просвітянської премії імені Григорія Чубая (2000), премії імені Олекси Стефановича.